# Neurothemis oligoneura
Neurothemis oligoneura – gatunek ważki z rodziny ważkowatych (Libellulidae).